# ウィルヘルム・キューネ

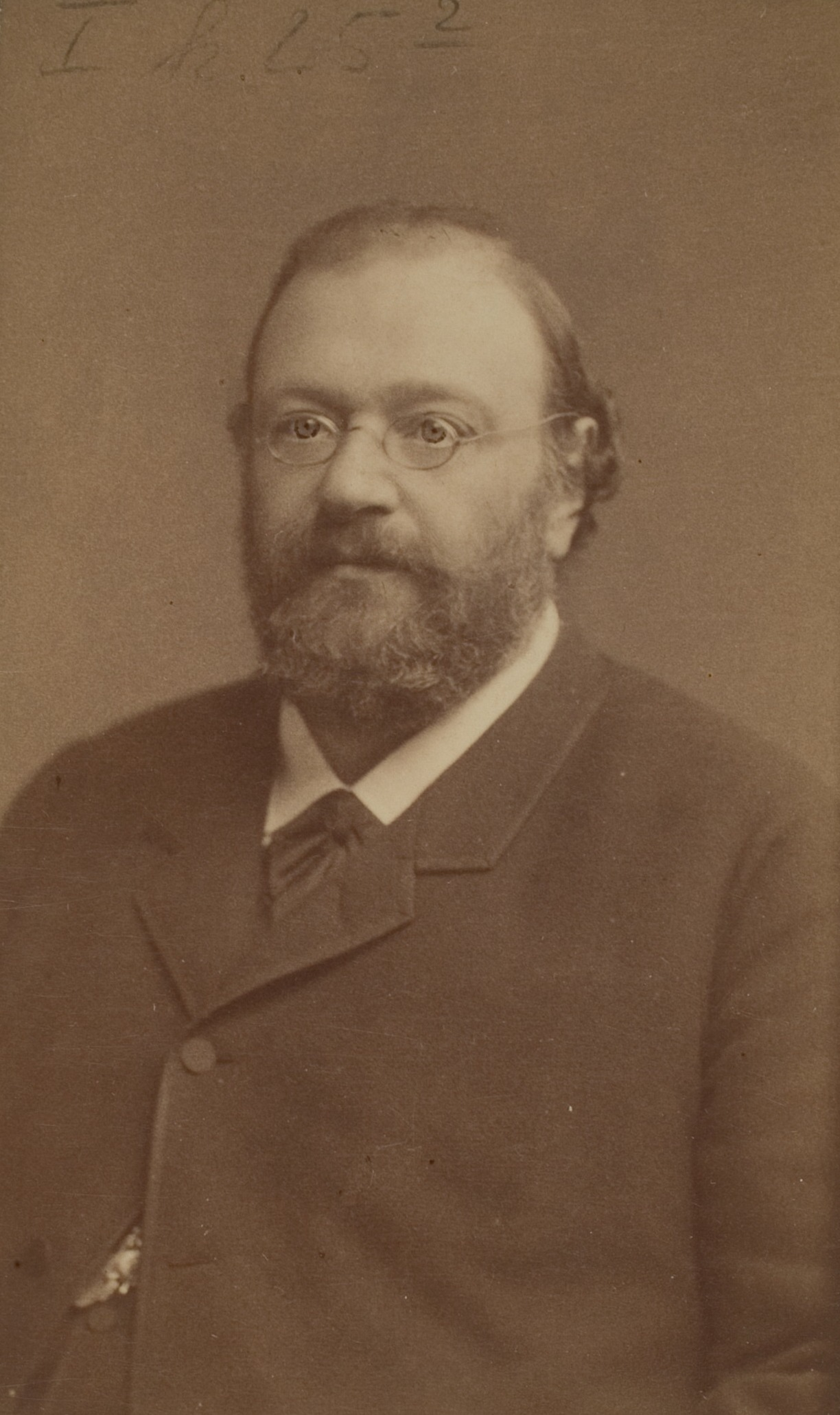
ウィルヘルム・キューネ

ウィルヘルム・キューネ（Wilhelm Kühne、1837年3月28日 - 1900年6月10日）は、ドイツのハンブルク生まれの生理学者。

## 生涯
リューネブルクのギムナジウムを修了後ゲッティンゲン大学に進んだ。そこで化学をフリードリヒ・ヴェーラーに生理学をルドルフ・ワーグナー（Rudolph Wagner）に学んだ。1856年に修了後、ベルリン大学のエミール・デュ・ボア・レーモン、 パリ大学のクロード・ベルナール、ウィーンのカール・フレドリッヒ・ウイルヘルム・ルートウィヒやエルンスト・ウイルヘルム・フォン・ビューケ（Ernst Wilhelm von Brücke）などさまざまな有名な薬理学者の下で研究を重ねた。
1863年の終わりには、 ルドルフ・ルートヴィヒ・カール・ウィルヒョーの下でベルリン大病理学研究所化学研究室に席を置いた。1868年にはアムステルダム大学の生理学教授職、1871年にはハイデルベルク大学のヘルマン・フォン・ヘルムホルツの後任に就き、1900年6月10日に死去するまでその地位にあった。1888年王立協会からクルーニアン・メダルを受賞。

## 研究
彼の研究分野は2つの分野に大別され、初期には筋肉 と 神経の生理学、後期にはベルリンのウィルヒョーの下で研究を開始した消化作用の化学である。また光の影響下における視覚と網膜の化学的変化に関する研究でも知られている。1876年にフランツ・クリスチャン・ボールが発見したロドプシンで視覚における光化学の基礎理論を確立しようと試みた。しかし光の強度が弱い場合での視覚の結合の重要な点は明らかにしたものの、網膜での視覚の識別については理論は完璧とは言えず学会の支持は得られなかった。
彼は"enzyme"〈酵素〉という用語の命名者でもある（Kühne、1876年）。